# The Nobody
The Nobody ist eine 144-seitige Graphic Novel vom Eisner-nominierten Comicbuchautoren Jeff Lemire und wurde bei Vertigo veröffentlicht. Die Handlung wurde von H. G. Wells Roman Der Unsichtbare inspiriert und handelt von einem komplett bandagierten Landstreicher. Seine Anwesenheit in einem kleinen amerikanischen Fischerort führt zu Problemen und der Offenlegung vieler Geheimnisse der Einwohner.

## Charaktere
- Victoria „Vickie“: Erzählerin. Einzige Freundin von John Griffen.
- John Griffen: Hauptcharakter. Ähnelt dem Unsichtbaren von H. G. Wells.
- „Reg“ Reggie: Vickies Vater.
- Mrs. June Jacques: Gastwirt.
- Teddy „Henfrey“: Paranoider alter Mann.
- Bill: Barkeeper in King’s Tavern.
- „Millie“ Jeffers: Bedienung in King’s Tavern.
- Jack „Jeffers“: Millies Ehemann.
- Mr. Tommy Marvel: Alter Mann am See of Besitzer von Howie.
- Howie: Der Hund.
- Deputy Ayde: Sheriff.
- John „Kemp“: Griffens Partner in Chicago.
- „HER“: Lady in Griffens Visionen.
- Anna: Vickies Alibi-Freund.

## Anspielungen anDer Unsichtbare
- Beide unsichtbaren Männer übernachten in einem Gasthaus in einer kleinen Stadt.
- Beide unsichtbaren Männer erregen Neugier und Furcht unter den Einwohnern der Stadt.
- Der Unsichtbare ist nur als „Griffin“ bekannt, während die Hauptfigur in The Nobody John „Griffen“ heißt.
- Dr. Kemp in Der Unsichtbare ist Griffins Partner. In The Nobody hat John „Kemp“ eine ähnliche Rolle.
- In Der Unsichtbare heißt der Sheriff Colonel Adye und in The Nobody nur Deputy Ayde.
- Beide Bücher haben einen „Mr. Marvel“ (Thomas Marvel und Tommy Marvel), wobei beide unterschiedliche Absichten haben.
- Beide unsichtbaren Männer werden angeschossen und fliehen schwer verletzt.
- Beide unsichtbaren Männer schlagen „Kemp“ und den Sheriff (Ayde).
- Die Unsichtbarkeit verschwindet, wenn die unsichtbare Person stirbt.

## Ausgaben
- The Nobody. Vertigo, 7. Juli 2009, ISBN 1-4012-2080-0 (Gebundene Ausgabe)
- The Nobody. Vertigo, 18. Mai 2010, ISBN 1-4012-2081-9 (Taschenbuch-Ausgabe)

## Kritiken
René Walter von Nerdcore bezeichnete The Nobody als großartiges Comic:

„Ein einsames, ödes, brillantes Comic, mit genauer Charakterzeichnung und Bildern, die exakt zur Tonalität der Story passen. Für Fans von Wells, seinem Unsichtbaren oder Lynch ein absolutes Muss.“

Markus Dewes vom Tagesspiegel lobte die Graphic Novel als Meisterwerk:

„Hier schielt niemand nach dem schnellen Thrill, versagt sich selbst die strohfeuerhellen Effekte und reiht nicht optischen Schlüsselreiz an Schlüsselreiz. Diese Unzeitgemäßheit, diese Abkehr von bereits erprobten (und erfolgreichen) Modellen machen diesen Comic zu etwas Besonderem.“

Timothy Callahan von Comic Book Resources vergab vier von fünf möglichen Punkten:

"The Nobody" is a quality work from a creator with a unique voice, and its haunting mystery lingers long after you close the book.

„The Nobody ist ein hochklassiges Werk von einem Schöpfer mit einer einzigartigen Stimme, dessen eindringliches Mysterium noch lange nach beenden des Buchs bei einem verweilen.“